# Кутаисская организованная преступная группировка
Кутаисская организованная преступная группировка — крупное преступное сообщество, сформированное по этническому признаку и состоящее преимущественно из грузин. Главой группировки является Тариэл Ониани, имеющий статус «вора в законе». В объединение входит около пятидесяти «воров в законе», а также около пятисот активных участников.
Кутаисская группировка считается наиболее влиятельной грузинской ОПГ в России. Помимо связей на территории постсоветского пространства лидер группировки активно контактировал с дальним зарубежьем, прежде всего с США, куда он неоднократно выезжал, укрепляя деловые связи с лидерами российской организованной преступности. В своё время Ониани руководил Центром грузинской культуры, являвшимся опорной точкой для воров в законе  Бичико Черного, Махухиа и Люа. Опасаясь разделить судьбу нескольких грузинских авторитетов, погибших от рук киллеров, Ониани покинул Москву и перебрался в Австрию. Однако он продолжает руководить кутаисской группировкой. В настоящее время, по данным правоохранительных органов, в Москве проживают примерно 16 воров в законе —  выходцев из Кутаиси. Наиболее известными лидерами ОПГ являются: «Чиж», «Робинзон», «Пецо», «Манаго», «Шакро», «Джамал». Некий «Стуруа» курировал места лишения свободы.
Скрывающийся в Москве бизнесмен Бондо Шаликиани из Кутаиси говорил, что в 2003 году был вынужден перечислить на счета Михаила Саакашвили 500 тыс. долл. под давлением Тариела Ониани. По его словам, на второй день после «революции роз» Ониани прибыл в Тбилиси.